# Steinkreis von Gors Fawr
Der Steinkreis von Gors Fawr liegt auf einer flachen moorigen Hochebene, deren Name (deutsch „großes Ödland“) bedeutet. Die Gegend bei Mynachlog-ddu in Dyfed nahe den Preseli Mountains in Wales ist ein Gebiet, das reich an Cairns, Megalithanlagen und Menhiren ist.
Der Steinkreis (walisisch gorsedd) von etwa 22,0 m Durchmesser besteht aus 16 kleinen erhaltenen Steine, deren Höhen in Richtung Süden ansteigen, aber kein Stein hat eine Höhe von über einem Meter. Der Kreis stammt aus der Jungsteinzeit oder der frühen Bronzezeit. Der Standort nahe den Preseli Mountains, dem Ort, woher die Blausteine von Stonehenge stammen, und der etwa 3 Kilometer entfernte Steinkreis Meini Gwyr machen es glaubhaft, dass hier einmal ein wesentlicher Platz der Gemeinschaft war. Trotz der Nähe dieser Quelle wurde nur einer dieser Steine bei der Herstellung des Kreises verwendet, während der Rest aus lokalen glazialen Findlingen besteht.
Etwa 130 Meter nordöstlich steht das Menhirpaar Mynachlog-ddu Stones. Die beide Steine sind fast 2,0 Meter hoch und stehen etwa 14,0 Meter voneinander entfernt. Einer wird im Volksmund the Dreaming Stone (deutsch „der große Träumende Stein“) genannt.